# ロンメルSK
ロンメルSK (Lommel SK) は、ベルギー、リンブルフ州ロンメルに本拠地を置くサッカークラブ。2022-23シーズンはベルギー・ファースト・ディビジョンBに所属している。

## 歴史
1920年代に設立されたフリュフ&フライ・オーヴェルペルト＝ユシネス（Vlug & Vrij Overpelt-Usines）をルーツに持つ。このクラブは1933年に一度解散するが、1937年にフリュフ&フライ・オーヴェルペルト (Vlug & Vrij Overpelt) として再興された。クラブは1950年代にフリュフ・エン・フライ・オーヴェルペルト＝ファブリク（Vlug en Vrij Overpelt-Fabriek）と名前を変え、後にコーニンクレッカの冠を与えられた。
2003年、近隣のロンメルに本拠を置くKFCロンメルSK（Koninklijke Football Club Lommelse Sportkring）が破産。2つのクラブはオーヴェルペルトの登記ナンバー2554を引き継いで合併した。トップリーグの経験の無いオーヴェルペルトに対し、ロンメルはベルギーカップ準優勝やUEFAインタートトカップ出場の実績があった。新チームはKVSKユナイテッド・オーヴェルペルト＝ロンメル（KVSK United Overpelt-Lommel、通称：KVSKユナイテッド）を名乗り、3部リーグから再スタートを切った。クラブは当初オーヴェルペルトでプレーを続けたが、後にロンメルへ移転した。
2010年には3部のKFCレーシング・モル＝ヴェゼル（KFC Racing Mol-Wezel）のトップチームと合併してロンメル・ユナイテッド（Lommel United）に改名。2016-17シーズンには新設されたベルギー・ファースト・ディビジョンBに参加したが、1シーズンで降格。アマチュアリーグを戦った2016-17シーズンよりロンメルSK（Lommel SK）に名を変えている。
2020年5月、シティ・フットボール・グループがロンメルの216万ユーロの借金を支払い買収。同グループ9番目のクラブとなった。

## 歴代所属選手
- ティミー・シモンス 1998-2000
- キム・グラント 1999-2000
- ケヴィン・オリス 2007-2008
- ハンス・ファナーケン 2010-2013
- ヨハンナ・オモロ 2012-2014
- レアンドロ・トロサール 2013-2014
- ジーニョ・ガノ 2013-2014
- ルーカス・スクーフス 2014-2016
- トマス・シュヴェドカウスカス 2019-
- クリス・フィリップス 2019-
- マルロス・モレノ 2020-
- スタイン・ブイテンス 2020-
- アルノ・フェルシューレン 2020-
- 斉藤光毅 2021-